# Toronto-Klasse

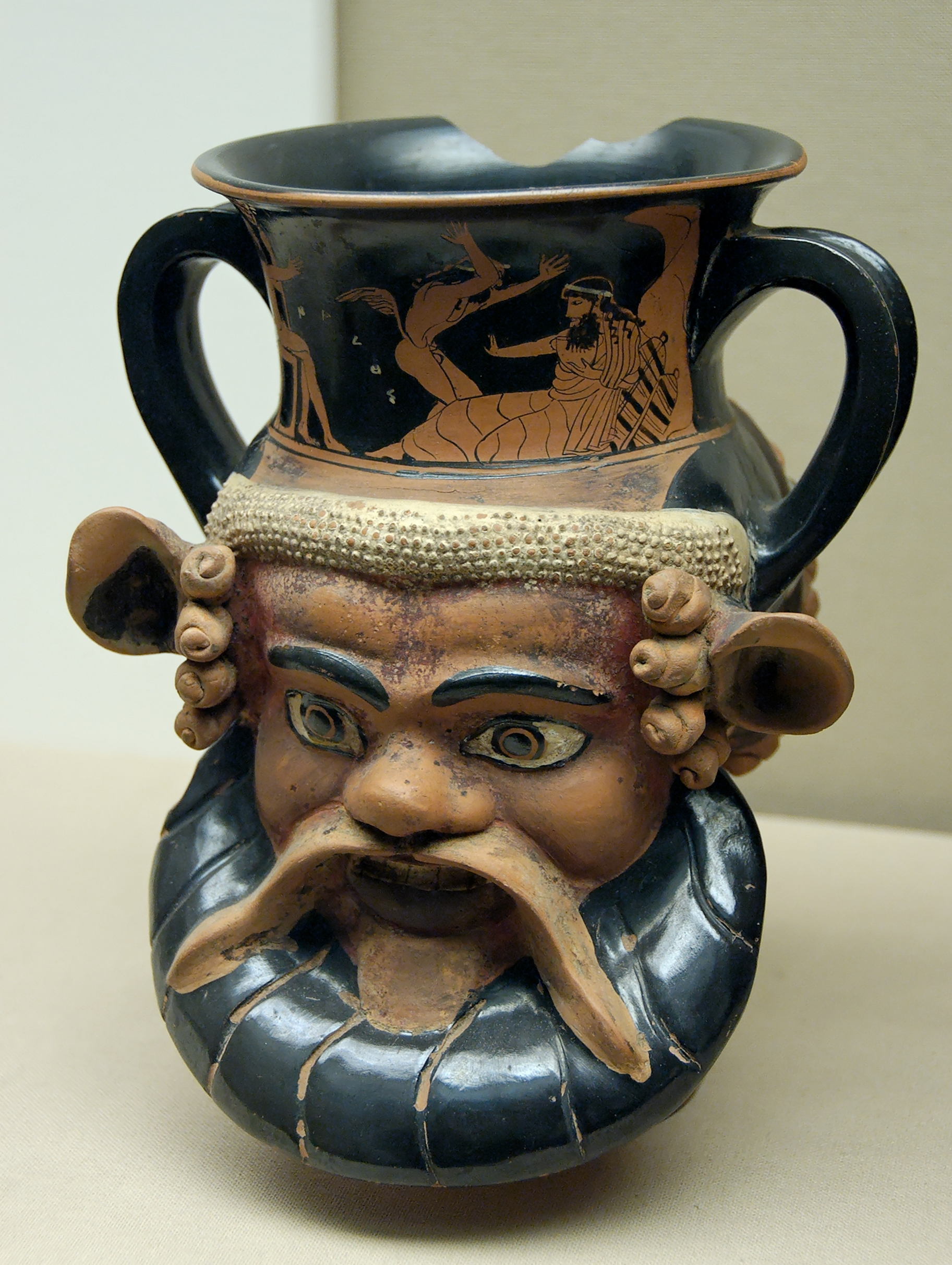
Vase der Toronto-Klasse, London, British Museum

Als Toronto-Klasse wird die Klasse K der attisch-rotfigurigen Kopfgefäße bezeichnet, die um 480–470 v. Chr. entstand. Ihren Namen erhielt sie nach einer Vase im Royal Ontario Museum in Toronto.

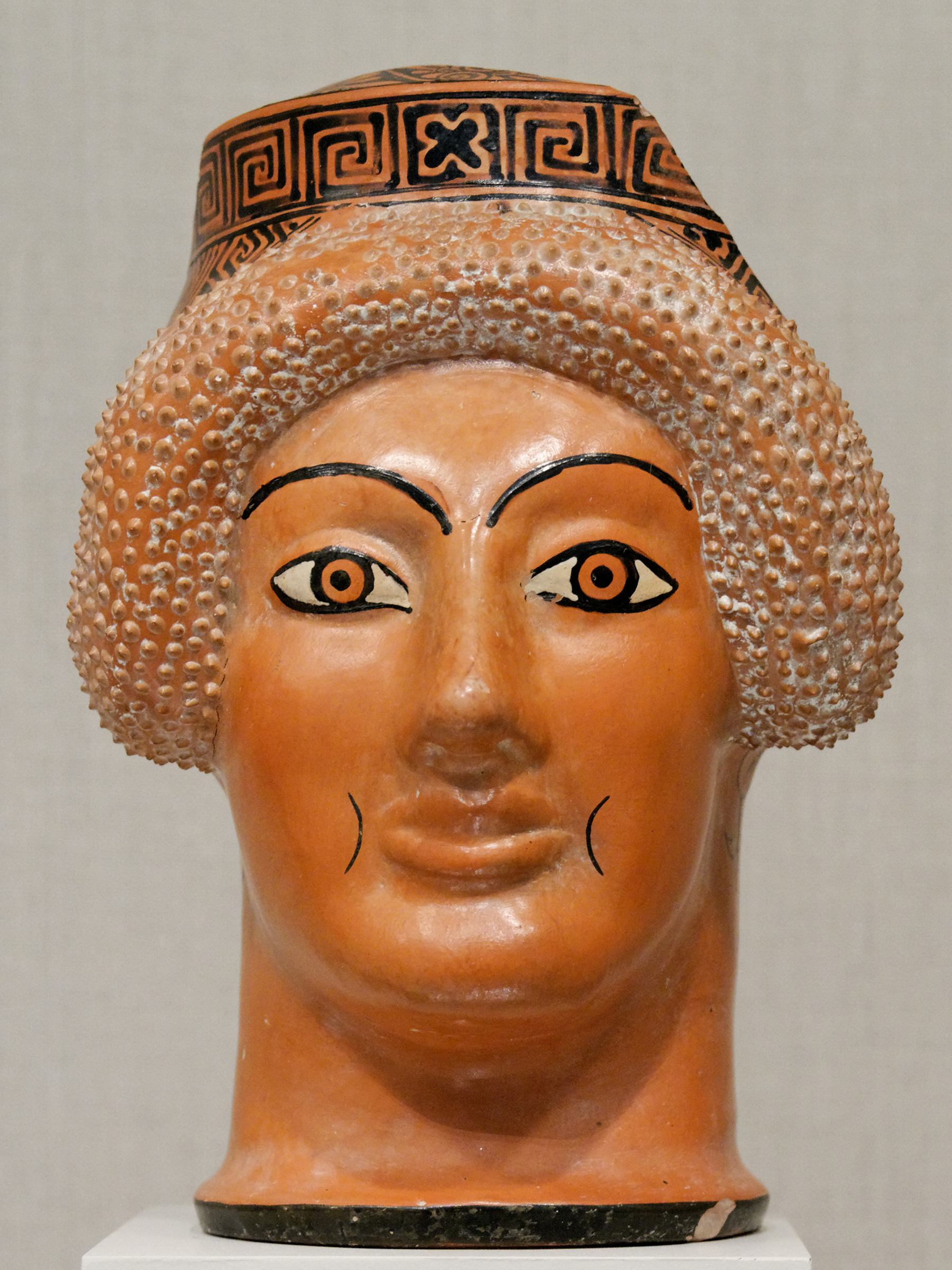
Vase der Toronto-Klasse, New York, Metropolitan Museum